# Erle Stanley Gardner
Erle Stanley Gardner (ur. 17 lipca 1889 w Malden, zm. 11 marca 1970 w Temeculi) – amerykański prawnik i pisarz, autor wielu powieści detektywistycznych. Bohaterem zdecydowanej większości czyli ponad osiemdziesięciu z nich jest wzięty adwokat Perry Mason. Pomagają mu Della Street, sekretarka i towarzyszka, oraz Paul Drake, prywatny detektyw. Innym bohaterem książek Gardnera jest prokurator, Doug Selby – ta seria była jednak znacznie krótsza (w Polsce wydano dwa tytuły z tego cyklu – z Perry Masonem zaś kilkadziesiąt).
Powieści o Perrym Masonie były wielokrotnie filmowane w latach 30. i 40. XX wieku. W okresie 1957–1966 telewizja CBS wyprodukowała wieloodcinkowy serial, w którym główną rolę grał Raymond Burr.

## Powieści wydane w Polsce
- Adorator panny West (The Case of the Terrified Typist)
- Pięć dni w Madison City (The D.A. Breaks a Seal) – z Dougiem Selbym
- Sprawa aksamitnych pazurków lub Aksamitne pazurki (The Case of the Velvet Claws)
- Sprawa bigamisty (The Case of the Bigamous Spouse)
- Sprawa blondynki z podbitym okiem lub Blondynka z podbitym okiem (The Case of the Black-Eyed Blonde)
- Sprawa fałszywego biskupa (The Case of the Stuttering Bishop)
- Sprawa fałszywego obrazu (The Case of the Reluctant Model)
- Sprawa haczyka z przynętą (The Case of the Baited Hook)
- Sprawa jednookiego świadka (The Case of the One-Eyed Witness)
- Sprawa kulawego kanarka (The Case of the Lame Canary)
- Sprawa leniwego kochanka (The Case of the Lazy Lover)
- Sprawa lodowatych dłoni lub Lodowate dłonie (The Case of the Ice-Cold Hands)
- Sprawa mądrych małp (The Case of the Mythical Monkeys)
- Sprawa nerwowej żałobniczki (The Case of the Angry Mourner)
- Sprawa niebezpiecznej wdówki (The Case of the Dangerous Dowager)
- Sprawa niecierpliwych spadkobierców (The Case of the Horrified Heirs)
- Sprawa niedobudzonej żony (The Case of the Half-Wakened Wife)
- Sprawa nieostrożnego kotka (The Case of the Careless Kitten)
- Sprawa odłożonego morderstwa (The Case of the Postponed Murder)
- Sprawa opanowanej złodziejki (The Case of the Shoplifter's Shoe)
- Sprawa opieszałego Kupidyna (The Case of the Careless Cupid)
- Sprawa ostrożnej kokietki lub Zalotna rozwódka (The Case of the Cautious Coquette)
- Sprawa pięknej żebraczki (The Case of the Beautiful Beggar)
- Sprawa podmienionego zdjęcia (The Case of the Substitute Face)
- Sprawa podwójnej tożsamości (The Case of the Foot-Loose Doll)
- Sprawa podzielonego domu (The Case of the Fenced-In Woman)
- Sprawa przebiegłej laluni (The Case of the Mischievous Doll)
- Sprawa przedziwnej mężatki (The Case of the Curious Bride)
- Sprawa rezolutnej rozwódki (The Case of the Daring Divorcee)
- Sprawa samotnej dziedziczki (The Case of the Lonely Heiress)
- Sprawa siostrzenicy lunatyka lub Siostrzenica lunatyka (The Case of the Sleepwalker’s Niece)
- Sprawa szantażowanego męża (The Case of the Gilded Lily)
- Sprawa szczęśliwego hazardzisty (The Case of the Lucky Loser)
- Sprawa szkarłatnego pocałunku (The Case of the Crimson Kiss)
- Sprawa sztucznego oka (The Case of the Counterfeit Eye)
- Sprawa śmiercionośnej zabawki (The Case of the Deadly Toy)
- Sprawa świetlistych śladów (The Case of the Fiery Fingers)
- Sprawa uciekających zwłok (The Case of the Runaway Corpse)
- Sprawa upartej kłamczuchy (The Case of the Fabulous Fake)
- Sprawa upolowanego wilka (The Case of the Waylaid Wolf)
- Sprawa władczej klientki (The Case of the Queenly Contestant)
- Sprawa wyjącego psa (The Case of the Howling Dog)
- Sprawa wynajętej brunetki lub Potrzebna atrakcyjna brunetka (The Case of the Borrowed Brunette)
- Sprawa zakochanej ciotki (The Case of the Amorous Aunt)
- Sprawa zdenerwowanej wspólniczki (The Case of the Nervous Accomplice)
- Sprawa zielonookiej siostry (The Case of the Green-Eyed Sister)
- Sprawa znikającej staruszki (The Case of the Spurious Spinster)
- Torebka szantażystki (The Case of the Golddigger’s Purse)
- Zamknięty krąg (The D.A. Draws a Circle) – z Dougiem Selbym